# بيل ديفيس (موسيقي)
بيل ديفيس (بالإنجليزية: Bill Davis)‏ هو موسيقي ومغني وعازف قيثارة وملحن ومغن مؤلف أمريكي، ولد في القرن العشرين في نيو أورلينز في الولايات المتحدة.